# 飛翔航空
飛翔航空股份有限公司（英語：Flyr AS，OSE：FLYR （页面存档备份，存于））是一家以挪威奧斯陸加勒穆恩機場為基地的低成本航空公司，經營挪威來往歐洲各地的渡假航班。航空公司在2021年正式營運，但在20個月後於2023年2月1日宣佈停運。

## 歷史
飛翔航空由前布罗滕航空行政總裁埃里克·G·布罗滕（Erik G. Braathen）在2020年創辦，公司名稱Flyr在挪威語中解作飛翔。2021年6月，飛翔航空獲得挪威民航局發出的空運牌照。公司起初計劃營運多達30架飛機，航點覆及國內和歐洲大陸，並主力透過其流動應用程式賣票。首個航班是由奧斯陸飛往特罗姆瑟，由波音737-800執飛。
2021年底，飛翔航空共有4架飛機並每日營運多達25個航班。然而受到2019冠状病毒病疫情影響，載客量遠遜預期，單在第三季便錄得1,600萬歐元的虧蝕，而開航首年載客率只有54%。踏入2022年，公司業績沒有好轉，首三季已虧蝕了11億挪威克朗（1.075億美元）。同年10月，航空公司宣佈由於需求下降，會削減一半冬季航班以節省4,000萬歐元開支。11月，公司四處尋找投資者資金以支持營運，需要5.3億挪威克朗資金（5,200萬美元），但未能成功。此外公司亦把飛機租出來增加收入。2023年2月1日，飛翔航空宣佈破產並終止所有航班。

## 航點
飛翔航空在結業前的目的地如下：
| 國家   | 城市               | 機場                                       | 備註   |
| ------ | ------------------ | ------------------------------------------ | ------ |
| 奥地利 | 萨尔茨堡           | 萨尔茨堡                                   | 季节性 |
| 比利时 | 布鲁塞尔           | 布鲁塞尔机场                               | 终止   |
|        | 扎達爾             | 扎達爾機場                                 | 季节性 |
| 捷克   | 布拉格             | 布拉格瓦茨拉夫·哈維爾機場                  | 终止   |
| 丹麦   | 哥本哈根           | 哥本哈根凯斯楚普机场                       | 终止   |
| 丹麦   | 比隆               | 比隆機場                                   | 终止   |
| 法國   | 格勒诺布尔         | 阿爾卑斯-伊澤爾機場                        | 终止   |
| 法國   | 尼斯               | 尼斯蓝色海岸机场                           |        |
| 法國   | 蒙佩利爾           | 蒙佩利爾地中海機場                         | 季节性 |
| 法國   | 巴黎               | 巴黎夏尔·戴高乐机场                        |        |
| 德国   | 柏林               | 柏林勃兰登堡机场                           |        |
| 希腊   | 雅典               | 雅典埃莱夫塞里奥斯·韦尼泽洛斯国际机场      | 季节性 |
| 希腊   | 塞萨洛尼基         | 塞萨洛尼基马其顿国际机场                   | 季节性 |
| 義大利 | 那不勒斯           | 那不勒斯國際機場                           | 季节性 |
| 義大利 | 比薩               | 比萨-圣朱斯托机场                          | 季节性 |
| 義大利 | 羅馬               | 羅馬-菲烏米奇諾機場                        |        |
| 挪威   | 卑爾根             | 卑爾根弗萊斯蘭機場                         |        |
| 挪威   | 博德               | 博德機場                                   | 终止   |
| 挪威   | 哈尔斯塔／纳尔维克 | 哈爾斯塔/納爾維克埃沃内斯機場              | 终止   |
| 挪威   | 奧斯陸             | 奧斯陸加勒穆恩機場                         | 基地   |
| 挪威   | 斯塔万格           | 斯塔万格機場                               | 终止   |
| 挪威   | 特罗姆瑟           | 特罗姆瑟機場                               |        |
| 挪威   | 特隆赫姆           | 特隆赫姆機場                               |        |
| 葡萄牙 | 法魯               | 法魯機場                                   | 终止   |
| 葡萄牙 | 波尔图             | 波尔图机场                                 | 季节性 |
| 西班牙 | 阿利坎特           | 阿利坎特-埃爾切機場                        | 季节性 |
| 西班牙 | 巴塞罗那           | 何塞普·塔拉德利亚斯巴塞罗那-埃尔普拉特机场 |        |
| 西班牙 | 大加那利岛         | 大加那利机场                               |        |
| 西班牙 | 帕爾馬             | 马略卡岛帕尔马机场                         | 季节性 |
| 西班牙 | 馬拉加             | 馬拉加-太陽海岸機場                        |        |
| 瑞典   | 斯德哥爾摩         | 斯德哥爾摩阿蘭達機場                       |        |
| 英国   | 愛丁堡             | 愛丁堡機場                                 | 终止   |

## 機隊

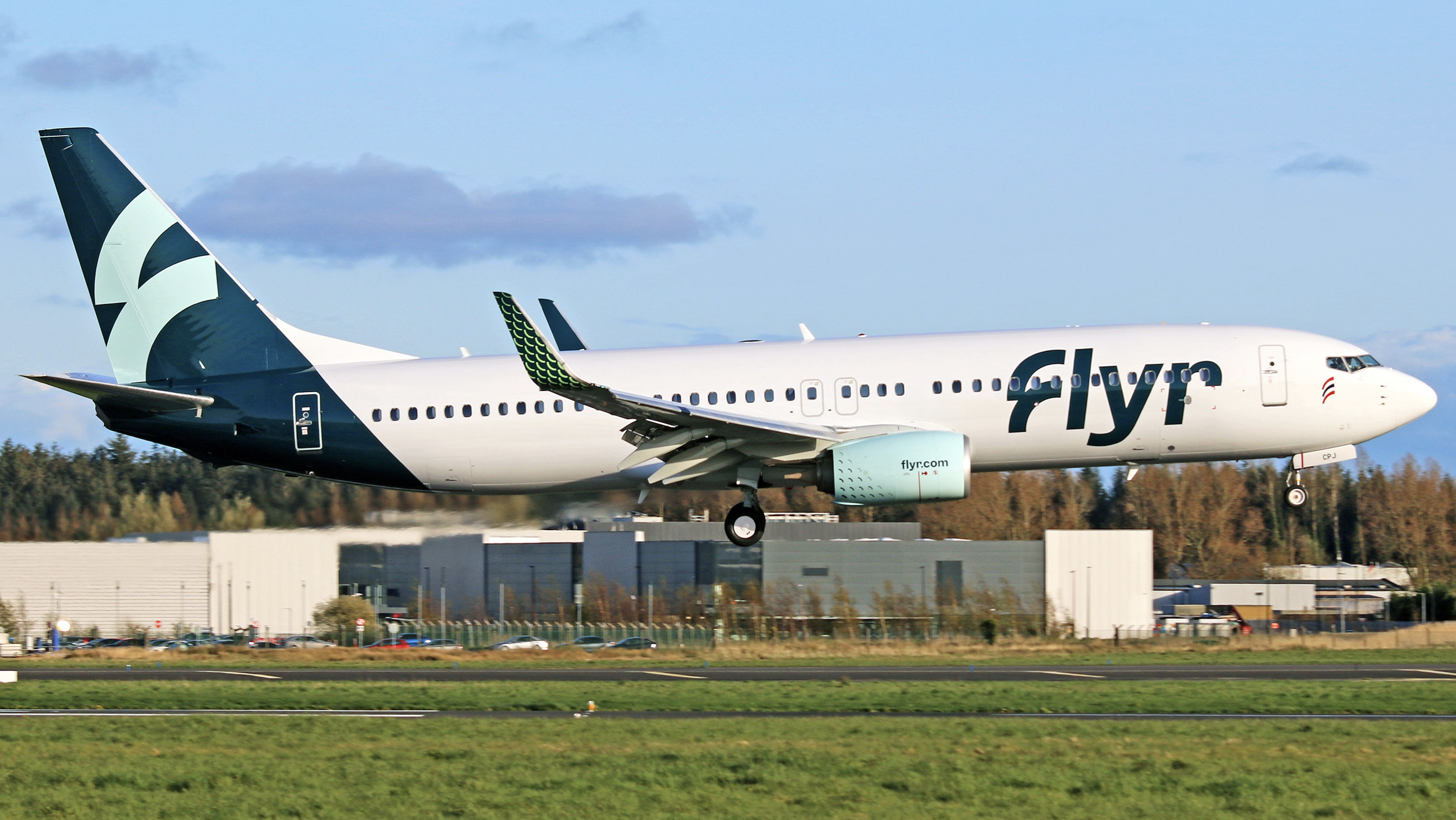
飛翔航空波音737-800

截至2022年12月，飛翔航空機隊如下：
| 機型        | 服役中 | 訂購中 | 載客量 |  |
| ----------- | ------ | ------ | ------ |  |
| 波音737-800 | 6      | —      | 189    |  |
| 波音737MAX8 | 6      | —      | 189    |  |
| 總計        | 12     | —      |        |  |